# Carrie (pel·lícula de 1976)
Carrie és una pel·lícula estatunidenca de Brian De Palma estrenada el 1976. La pel·lícula se centra en l'adolescent Carrie White, que descobreix que posseeix poders de telequinesi després de les humiliacions que li fan patir els seus companys, alguns ensenyants i la tortura psicològica de la seva mare.
Durant una entrevista dirigida l'octubre de 2008, ha estat revelat que aquesta pel·lícula era una de les pel·lícules per adolescents més populars que es veien durant la festa de Halloween. La pel·lícula va ser un gran èxit de recaptació als Estats Units, informant més de 33 milions de dòlars al box-office americà, sobre un pressupost de 18 milions. Va ser rebuda amb nombroses crítiques positives. Ha estat doblada al català.

## Argument
La pel·lícula de Brian de Palma reprèn la intriga de la novel·la Carrie de Stephen King però se n'allunya de vegades ostensiblement, alternant el·lipses i afegits en la història.
Carrie White és una jove de disset anys, presentada des de l'escena d'inici de la pel·lícula com una noia solitària i de físic desagraït. En dutxar-se amb les companyes de classe després de fer esport, s'espanta perquè sagna i no sap que és la seva primera regla. Llavors és humiliada per les noies que li llencen tampons i compreses. Finalment, Miss Collins, la professora d'esports la consola i a continuació l'envia a casa. Exasperada de sentir-se dir "Cassie" pel director, Carrie demostra els seus poders telequinèsics, posant cap per avall el seu cendrer.
Margaret White, mare de Carrie, és una extremista religiosa, provant de convertir a la seva fe la família de Susan Snell, companya de classe de Carrie. Tornant a casa seva, té una conversa amb la seva filla i hi discuteix violentament, pretenent que els pecats de Carrie han conduït fer-la arribar a la pubertat. Carrie, plorant, és a continuació tancada en un armari encastat fosc i lúgubre, on ha de resar per expiar les seves faltes.
La vida continua al liceu on Carrie estudia. Aquesta s'interessa per la telequinesi mentre que les altres noies són castigades per la professora d'esports, a causa de la humiliació que han fet patir a Carrie: 55 minuts de càstig tots els dies, les refractàries exposant-se a 3 dies d'exclusió i a la prohibició de venir al ball de promoció de final d'any, que s'acosta ja. A petició de la seva amiga Susan, avergonyida del seu comportament cap a Carrie (ella va tenir la idea de bombardejar amb tampons a Carrie), Tommy Ross accepta de convidar Carrie al ball de final d'any. Aquesta està sorpresa, pensa que es burla una altra vegada d'ella però accepta finalment davant la insistència de Tommy. Una nova i violenta discussió amb la seva mare obliga Carrie a usar els seus dons. Aterrida, Margaret no reté més la seva filla. El ball pot començar...
Carrie està molt ansiosa però arriba a aprofitar la tarda, tranquil·litzada per Tommy, que acaba per abraçar. Es creu en un somni, o a Mart com li confia a la professora d'esports. Però Chris, una altra companya de classe de Carrie i que la detesta, li ha preparat, amb l'ajuda de Billy Nolan, una trampa per venjar-se d'haver estar exclosa del ball perquè ha provat de rebel·lar-se contra el càstig de la professora d'esports. S'ha recollit en una galleda sang de porc i s'ha posat sota l'estrada de la sala de dansa. Els resultats han estat trucats i Carrie guanya el concurs de la reina de la tarda. Puja a l'escenari; el seu malson comença quan Chris tira de la corda, vessant la sang de porc sobre ella.
Terroritzada, Carrie utilitza els seus poders per fer el més mal possible a tots el que altra vegada s'han burlat d'ella. Mata la professora d'esports que ha rigut, com tothom (llevat de Tommy, que brama «What the hell ?», i es desmaia quan la galleda, buida, es deslliga de la seva corda i l'estaborneix) veient Carrie coberta de sang de porc, enganxant-la contra un mur i fent aixafar la cistella de basquet sobre ella, precinta les portes, obre les mànegues d'incendi (i ofega així Norma, la primera que comença a riure assenyalant Carrie amb el dit), electrocuta el director (que no ha pogut aguantar el riure al seu torn) quan prova d'apoderar-se del micro per cridar a la calma, i provoca l'incendi de la sala quan el professor de literatura, electrocutat també, es troba enganxat contra les cortines que s'inflamen violentament. Finalment surt del gimnàs, tancant-hi els seus companys. A la carretera, creuant-se amb un camió de bombers, Carrie es torna i veu Chris llançar-se contra ella al volant del Chevrolet Chevelle SS de Billy (que és adormit al seu costat). Carrie provoca un cop de volant de l'auto, que efectua diverses voltes abans d'explotar en flames. En la pel·lícula, Carrie els veu tots a punt de riure (companys i professors) però és a la seva imaginació perquè estan tots atordits. A part de Billy i Chris.
Carrie torna a casa seva, pren un bany, a continuació suplica sa mare que la reconforti. Es deprimeix per no haver-la escoltada. Margaret explica llavors la història tràgica del naixement de Carrie i prova llavors de matar la seva filla clavant-li un ganivet al cor (espera així que Déu li perdoni els seus pecats), però fracassa. És Carrie qui la mata utilitzant els seus poders per enviar-li ganivets. Desesperada, Carrie utilitza els seus poders per destruir els fonaments de la casa, que es desploma cremant.
La mare de Susan vetlla a continuació la seva filla, l'única supervivent del drama del gimnàs (que havia provat, en va, de prevenir la professora d'esports de la trampa organitzada per Chris, però se l'havia fet fora de la sala). En un dels seus somnis, Sue diposita flors sobre les restes de la casa de Carrie. La mà ensangonada d'aquesta hi surt; Susan és estirada en el seu llit però no sembla poder desfer-se del seu malson.

## Repartiment
- Sissy Spacek: Carrie White
- Piper Laurie: Margaret White
- Amy Irving: Susan Snell
- William Katt: Tommy Ross
- John Travolta: Billy Nolan
- Nancy Allen: Chris Hargenson
- Betty Buckley: Miss Andrea Collins
- Priscilla Pointer: Charlotte Snell
- P.J. Soles: Norma
- Sidney Lassick: M. Fromm

## Diferències pel·lícula /llibre
L'estructura adoptada per Stephen King en el seu llibre - alternant relat, talls de premsa i extrets de tesis relatant el cas «Carrieta White» - va ser impossible d'adaptar al cinema.
En relació amb el contingut, algunes escenes són idèntiques a les de la novel·la, mentre que d'altres són específiques a la pel·lícula. Així, l'escena inicial de la dutxa, la del despatx del director o les del ball són molt semblants al llibre. Per contra, la professora d'esports ocupa un paper més important a la pel·lícula i algunes escenes amb ella apareixen únicament en el llibre.
Les dues obres difereixen essencialment en el final. En el llibre, Carrie, un cop destruït el gimnàs, utilitza a continuació els seus poders a la ciutat, cremant i destrossant tot al seu pas. Es tracta d'un final molt més apocalíptic que en la pel·lícula, on només els de l'institut pateixen la venjança de Carrie. La mort de la mare difereix igualment: Carrie atura el seu cor pel pensament en el llibre, mentre que la mata a cops de ganivet en la pel·lícula. A més, en el llibre, Carrie torna a casa seva amb l'objectiu ben precís de matar la seva mare, mentre que a la pel·lícula espera obtenir una mica de reconfort per la seva part. Finalment en el llibre Carrie no mor en l'enfonsament de casa seva, sinó al carrer, sucumbint a la ferida provocada pel ganivet de la seva mare. Finalment, la cèlebre escena final no pertany que a la pel·lícula.
El model del cotxe de Billy Nolan difereix també: en el llibre, Billy condueix un Ford, mentre que el seu cotxe és un Chevrolet Chevelle SS 1968.

## Temps forts
Nombroses escenes de la pel·lícula poden emparentar-se al suspens d'Alfred Hitchcock. Destacar també que la música utilitzada quan Carrie és presa d'una emoció intensa és la mateixa que la de Psicosi, quan Norman Bates s'afanya a matar Marion Crane, en la cèlebre escena de la dutxa.
En l'escena del ball, la pantalla se separada en dues («split screen»). Es pot veure així Carrie i al mateix temps tancar-se les portes o abraçar-se el gimnàs. La interpretació de Sissy Spacek és llavors particularment rellevant. El seu lloc a l'escena li permet dominar els altres; és una deessa, capaç de tot, sobretot del pitjor. Aquesta escena de devastació té un llarg crescendo filmat al ralentí, i arrencat simbòlicament per un «cop de cimbal» provocat pel personatge interpretat per Travolta i la seva còmplice que s'escapen sota l'escenari...
Destacar també la pose final de la mare de Carrie, literalment cruxificada per la seva filla. La seva postura i els cops de ganivet rebuts per Margaret són similars als de Sant Sebastià.

## Al voltant de la pel·lícula
- La pel·lícula va donar lloc a una continuació el 1999: Carrie II: L'Odi de Katt Shea. Només l'actriu Amy Irving és present en les dues pel·lícules.
- Se'n va fer un remake per a la televisió el 2002: Carrie de David Carson.
- És la primera novel·la de Stephen King portada a la pantalla.
- Brian De Palma no havia somiat en agafar Sissy Spacek pel paper de Carrie fins que el seu marit Jack Fisk el va convèncer. La seva audició va agradar tant a De Palma que li va donar el paper principal.
- Melanie Griffith va passar una audició pel paper principal.
- El nom de l'escola, Bates High School, fa evidentment referencia a l'assassí esquizofrènic Norman Bates de la pel·lícula Psicosi. Es deia en realitat Pier Avenue Junior High i estava situada a Hermosa Beach.
- L'escena de ball on es veu Sissy Spacek i William Katt dansar va ser realitzada mentre que la parella girava en un sentit sobre una plataforma i la càmera girava en el sentit oposat.
- La sang de porc llançada sobre el cap de Sissy Spacek era una barreja de xarop i de colorant alimentari, tot i que l'actriu va dir que estava a punt que li tiressin sang autèntica.
- Nancy Allen i Piper Laurie van declarar més tard que no s'estaven adonant dels seus personatges tan dolents abans de visionar la pel·lícula. Piper Laurie s'imaginava fins i tot que rodava una comèdia.
- Amy Irving, que interpreta la filla de Priscilla Pointer en la pel·lícula, és la seva autèntica filla.
- Es tracta del primer llargmetratge d'Amy Irving. Més tard, va dir que se sentia decebuda, ja que diverses escenes on ella sortia havien estar tallades en el muntatge.
- En l'script original, P. J. Soles només havia de tenir un petit paper. Brian De Palma li va donar més importància després de colpejar Carrie amb la seva gorra de beisbol.

## Premis i nominacions

### Premis
- 1977. Grand Prix al Festival internacional de cinema fantàstic d'Avoriaz
- 1977. National Society of Film Critics a la millor actriu per Sissy Spacek

### Nominacions
- 1977. Oscar a la millor actriu per Sissy Spacek[3]
- 1977. Oscar a la millor actriu secundària per Piper Laurie[3]
- 1977. Globus d'Or a la millor actriu secundària per Piper Laurie